# Vingerhoedskruid
Vingerhoedskruid (Digitalis purpurea), ook wel gewoon vingerhoedskruid genoemd, is een giftige tweejarige of meerjarige plant. De plant komt in Nederland en België algemeen voor. Hij wordt ook wel in siertuinen gebruikt en zaait zich gemakkelijk uit.

## Botanischebeschrijving
Vingerhoedskruid wordt 30-200 cm groot. De plant heeft een rozet van eironde tot lancetvormige bladeren, die aan de onderzijde grijs behaard zijn. Het eerste jaar vormen zich alleen bladeren.
Het tweede jaar springt een bloemstengel op, waaraan zich een tros ontwikkelt van in dezelfde richting gekeerde bloemen, die 4-5 cm lang kunnen worden. Stengel en bloemen zijn bezet met korte, zachte haren. Alle bloemen van een plant hebben dezelfde kleur: hardroze (magenta), lichtroze of wit; de witbloeiende planten worden soms als aparte soort gezien. In de bloemkronen bevinden zich donkere vlekjes omgeven door een witte rand.
De bloemkroon wordt gevormd door 5 met elkaar vergroeide kelkbladeren. Hommels moeten in de bloemkroon kruipen om bij de nectar te kunnen komen. Soms wordt hiervoor echter een gaatje in de bloemkroon gebeten. Een plant kan meer dan negentig bloemen hebben en duizenden zaadjes.
De bloei vindt plaats van mei tot oktober; terwijl de stengel doorgroeit en nieuwe bloemen vormt, vormen zich onderaan al zaaddozen. Na rijping bevat een doos tientallen zaadjes.
Bij grote exemplaren kunnen vanuit de bladerkroon of stengel rondom zijstengels opschieten met eigen bloemen.

## Pelorische topbloem
In bijzondere omstandigheden ontstaat er op de bloemstengel een pelorische topbloem. Die is niet tweezijdig symmetrisch (met een verticale symmetrieas), maar alzijdig symmetrisch. In tegenstelling tot gewone bloemen hebben pelorische bloemen geen vijf, maar wel acht tot veertien schulpjes. De akkerhommel heeft een voorkeur voor deze bijzondere bloemen.

## Verspreiding
De plant komt in heel Europa voor en is daarbuiten bij geschikte omstandigheden vaak ingeburgerd. Geschikt biotoop is gekapte plekken in het bos en andere omgewerkte, een deel van de dag beschaduwde lichte gronden. Of het om wilde planten of verwilderde tuinplanten gaat is eigenlijk niet vast te stellen. In Nederlands Limburg en in de Achterhoek zou de wilde plant nog te vinden zijn. De witbloemige variant Digitalis purpurea 'Alba' heeft op de Nederlandse Rode lijst van planten gestaan.

## Plantengemeenschap
Het vingerhoedskruid is een kensoort voor de wilgenroosje-associatie (Senecioni sylvatici-Epilobietum angustifolii).

## Gebruik

### Medisch
De plant bevat de glycosiden: digoxine en digitoxine (digitaline) en is erg giftig. Digoxine wordt gewonnen uit de bladeren van tweejarige planten. Het werd veel gebruikt bij behandeling van bepaalde hartritmestoornissen en ook bij de behandeling van hartfalen. Deze toepassing is voor het eerst beschreven door de Engelse arts William Withering (1741-1799) uit Birmingham, die waarnam dat een kruidenmengsel van een lokale kruidengenezeres ("old Mother Hutton" uit Shropshire) zeer effectief was bij ernstig oedeem van de benen. Hij ontdekte dat vingerhoedskruid het effectieve bestanddeel in het mengsel was en publiceerde deze bevinding in 1785 in zijn boek "An Account of the Foxglove and some of its Medical Uses".
Hoewel hij het middel voor oedemen aanbeval en de werkingswijze hem niet bekend was, was hem wel opgevallen dat het de pols verlangzaamt: "it has a power over the motion of the heart, to a degree yet unobserved in any other medicine, and (...) this power may be converted to salutary ends".

### Heksenkruid
De plant wordt gerekend tot de zogenaamde heksenkruiden. Hij wordt soms genoemd als ingrediënt voor heksenzalf.

## Namen
De Nederlandse standaardnaam verwijst, evenals de naam in het Latijn en verscheidene andere talen, naar de vorm van de bloemen, die op een vingerhoed lijkt.
Andere voorkomende benamingen zijn: pijpenkop, poppenschoentje, judasbeurs en slangenbloem.

## Afbeeldingen

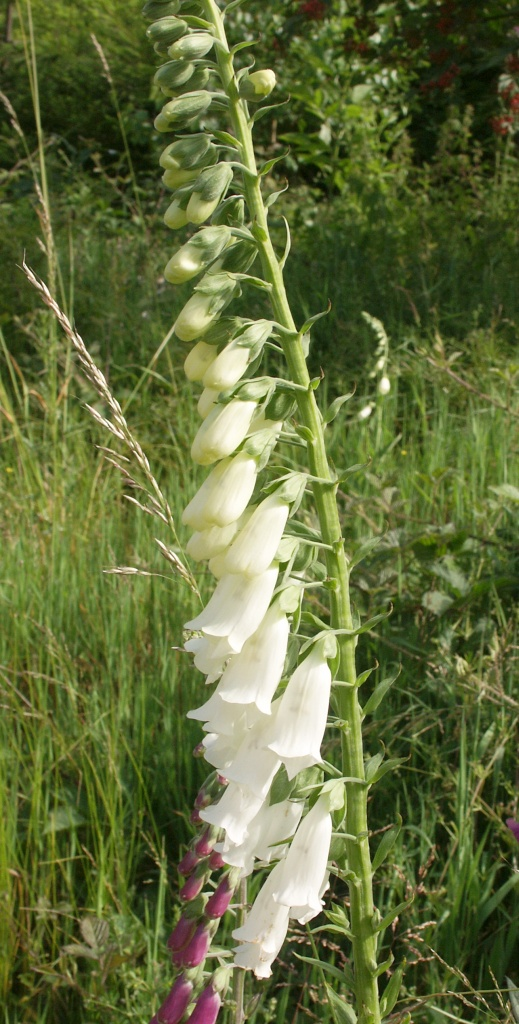
Digitalis purpurea 'Alba'
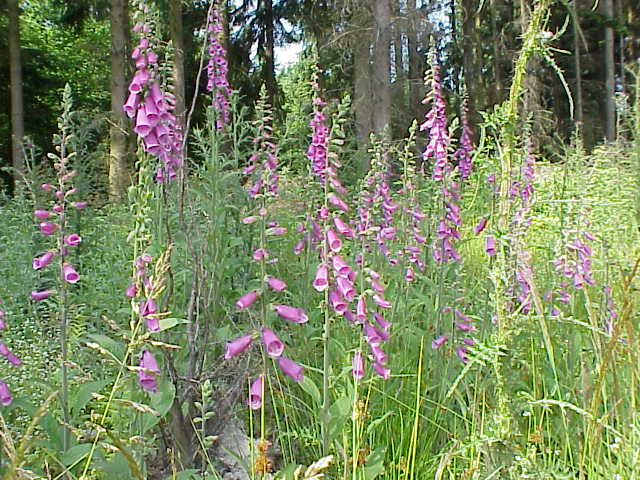
Vingerhoedskruid
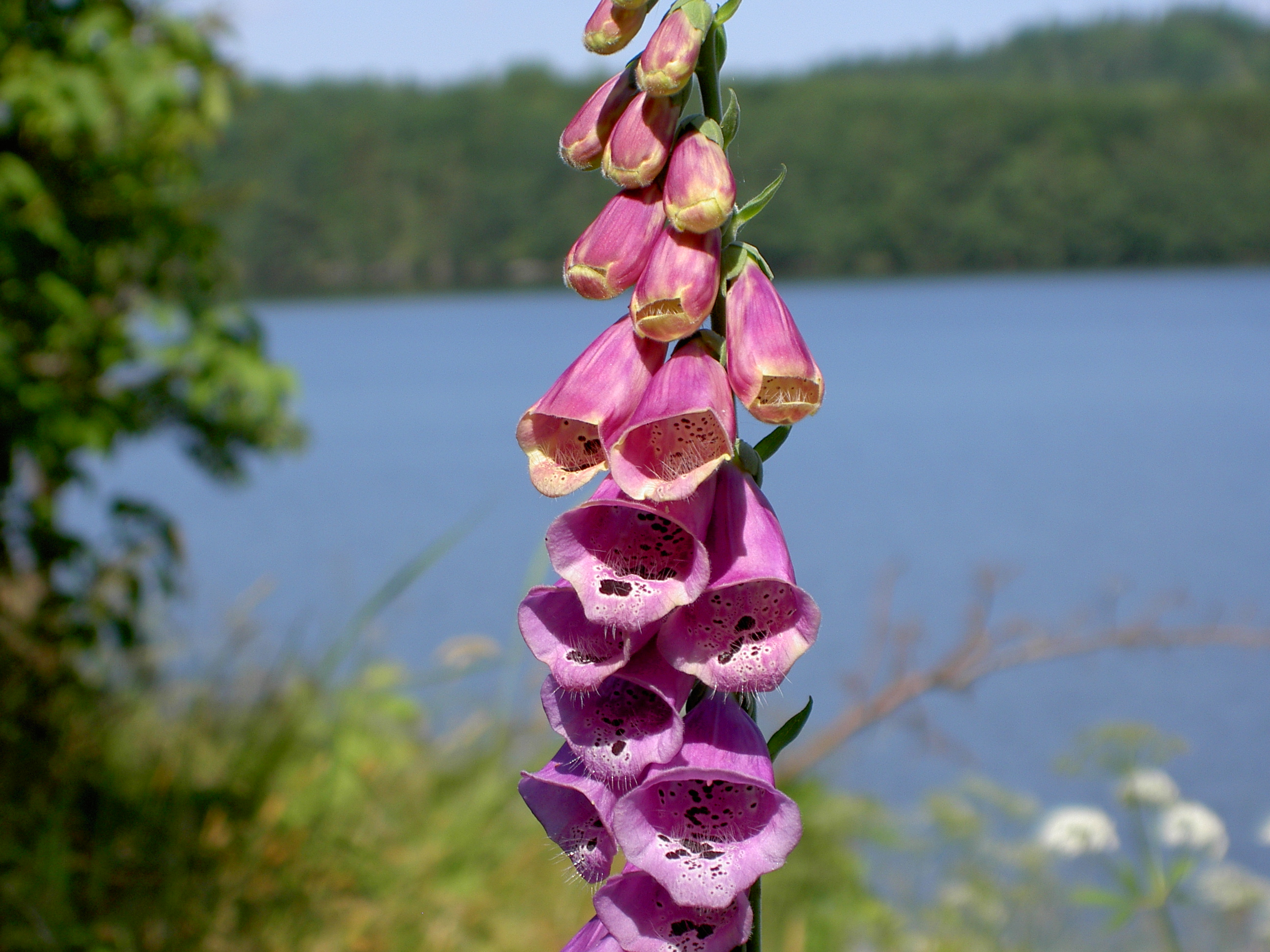
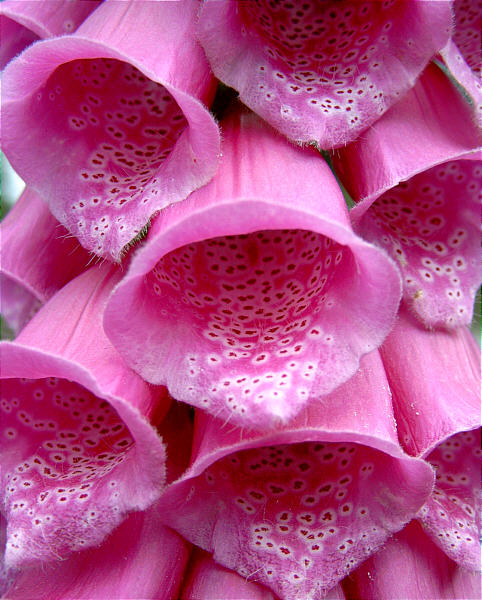
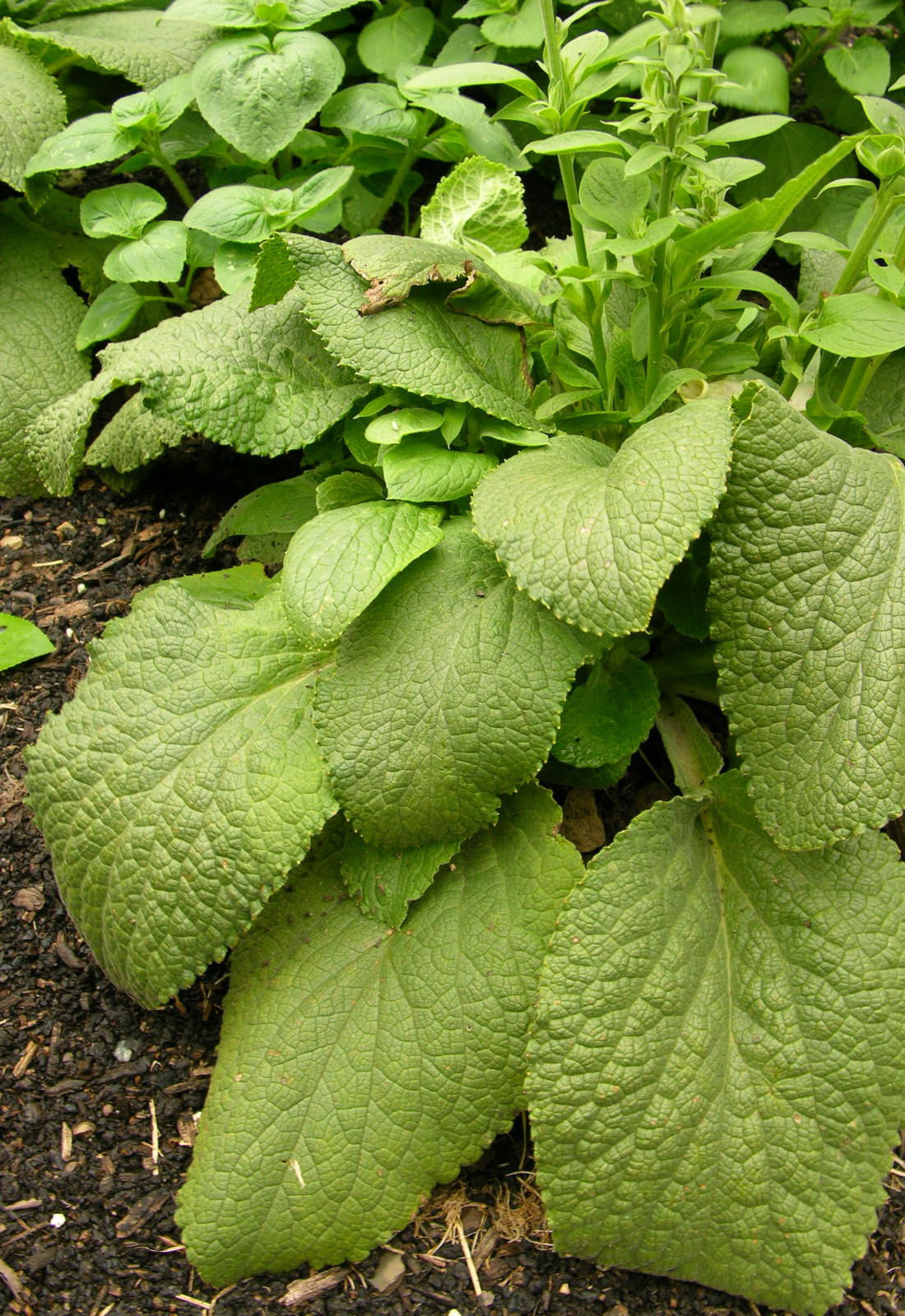
Bladeren
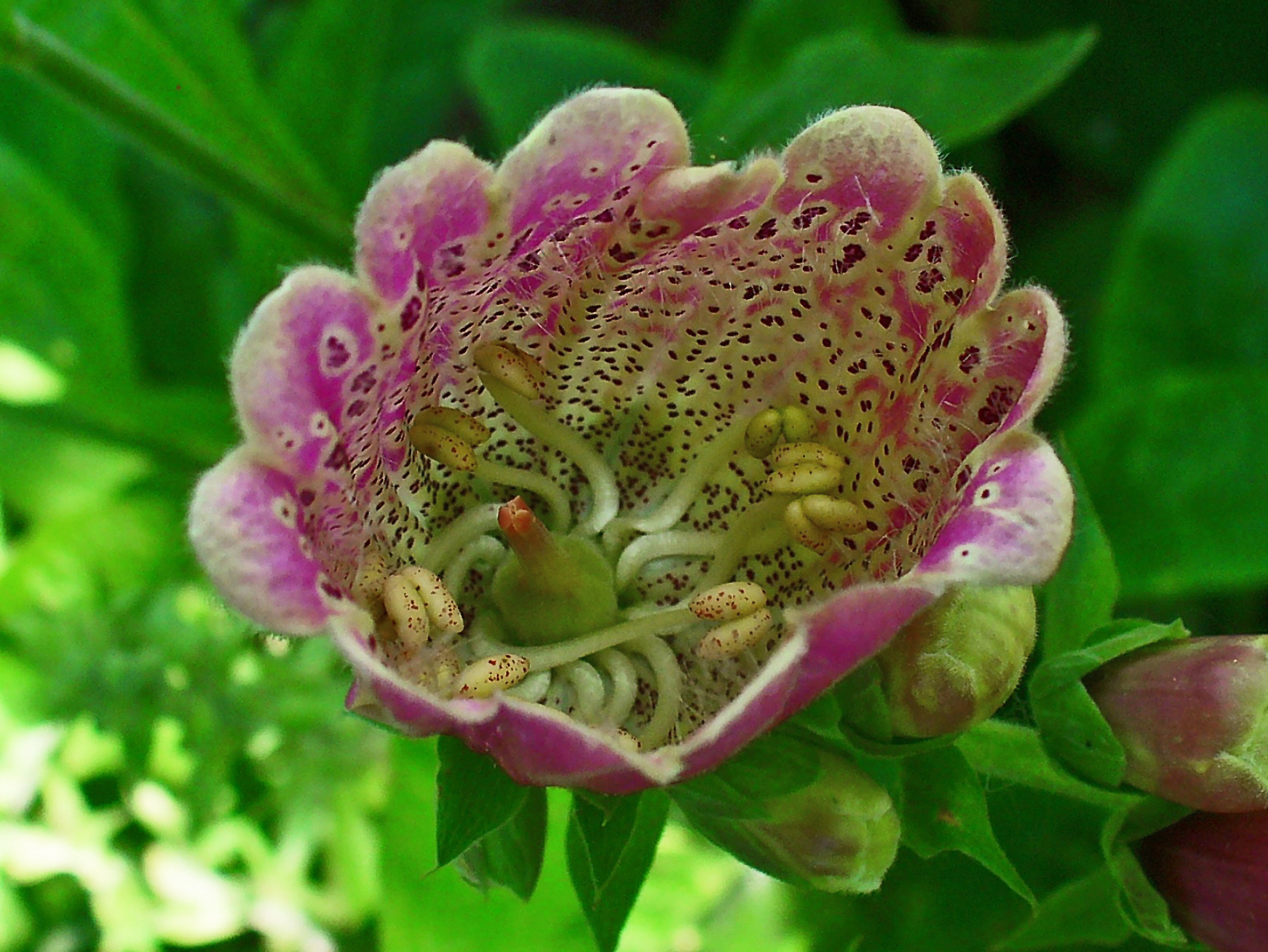
Pelorische topbloem

... · D. canariensis · D. ciliata · D. davisiana · D. dubia · D. ferruginea · D. grandiflora (Grootbloemig vingerhoedskruid) · D. laevigata · D. lanata (Wollig vingerhoedskruid) · D. lutea (Geel vingerhoedskruid) · D. mariana · D. obscura · D. parviflora · D. purpurea (Gewoon vingerhoedskruid) · D. thapsi · D. viridiflora · ...